# Chepo FC
Chepo FC is een Panamese voetbalclub uit Chepo. De club werd opgericht in 1999 als Proyecto 2000 en veranderde in 2000 zijn naam naar Chepo FC.
Chepo FC promoveerde in 2003 naar de Primera A, de op een na hoogste divisie van het Panamese voetbal. In 2006 volgde promotie naar de hoogste voetbaldivisie. In 2012 wist de club zowel in de eerste als in de tweede seizoenshelft de tweede plek te bereiken.
Alianza FC · 
CD Árabe Unido · 
Chepo FC · 
Chorrillo FC · 
Independiente FC · 
Plaza Amador · 
Río Abajo FC · 
San Francisco FC · 
Sporting San Miguelito · 
Tauro FC